# Xaenapta celebiana
Xaenapta celebiana är en skalbaggsart som beskrevs av Stefan von Breuning 1959. Xaenapta celebiana ingår i släktet Xaenapta och familjen långhorningar.
Artens utbredningsområde är Sulawesi. Inga underarter finns listade i Catalogue of Life.